# Купряшкина, Ксения Вячеславовна
Ксения Вячеславовна Купряшкина (до 2023 — Смирнова; р. 24 апреля 1998, Нижний Новгород) — российская волейболистка, нападающая (диагональная и доигровщица). Мастер спорта России.

## Биография
Ксения Смирнова начала заниматься волейболом в 8-летнем возрасте в нижегородской СДЮСШОР № 4 у тренера А. Ф. Мирошниченко. В 2012 приглашена в юниорскую сборную России, за которую выступала на протяжении четырёх сезонов, выиграв в её составе чемпионат Европы (в 2015) и четырежды чемпионат Восточно-Европейской волейбольной зональной ассоциации (EEVZA), а также приняв участие в чемпионате мира 2015 среди девушек. В 2017 году играла уже за молодёжную сборную России и стала с ней серебряным призёром чемпионата мира.
В 2013 году (в возрасте 15 лет) приглашена в московский «Луч», бывший в те годы базовой командой юниорской сборной России. В его составе дебютировала в чемпионате России (в высшей лиге «Б»). В 2018—2019 на протяжении сезона выступала за команду суперлиги — «Заречье-Одинцово». В 2019 перешла в челябинский «Динамо-Метар», но в декабре того же года покинула клуб и заключила контракт с «Уралочкой-НТМК», с которой выиграла свои первые медали чемпионата России — бронзовые в 2020 году.
В 2019 Ксения Смирнова в составе студенческой сборной России выиграла «золото» Всемирной Универсиады в Италии.
В мае 2021 года дебютировала в национальной сборной России в розыгрыше Лиги наций в итальянском Римини и в том же году приняла участие в Олимпийских играх и чемпионате Европы.

### Клубная карьера
- 2013—2018 —  «Луч» (Москва) — высшие лиги «Б» и «А»;
- 2018—2019 —  «Заречье-Одинцово» (Московская область) — суперлига;
- 2019 —  «Динамо-Метар» (Челябинск) — суперлига;
- 2019—2024 —  «Уралочка-НТМК» (Свердловская область) — суперлига;
- с 2024 —  «Динамо» (Москва) — суперлига.

## Достижения

### Клубные
- серебряный (2022) и бронзовый (2020) призёр чемпионатов России.

### Со сборными России
- чемпионка Всемирной летней Универсиады 2019 в составе студенческой сборной России.
- серебряный призёр чемпионата мира среди молодёжных команд 2017.
- чемпионка Европы среди девушек 2015.
- 4-кратная чемпионка Восточно-Европейской волейбольной зональной ассоциации (EEVZA) среди девушек — 2012—2015.

## Личная жизнь
В мае 2022 года вышла замуж за волейболиста, связующего китайского клуба «Ляонин» Владимира Купряшкина .